# سفارت کانادا در زاگرب
سفارت کانادا در زاگرب (به لاتین: Embassy of Canada) یک سفارت در کرواسی است که در Donji grad واقع شده‌است.